# Maurens, Haute-Garonne

Maurens este o comună în departamentul Haute-Garonne din sudul Franței. În 2009 avea o populație de 204 de locuitori.

## Evoluția populației
| An        | 1975 | 1982 | 1990 | 1999 | 2006 | 2009 |
| --------- | ---- | ---- | ---- | ---- | ---- | ---- |
| Populație | 122  | 118  | 143  | 169  | 193  | 204  |